# Procession (philosophie)
Pour les articles homonymes, voir Procession.
La procession, par opposition à la conversion, est un concept essentiel de la métaphysique de Plotin, par lequel toute chose émane de l'Un. Se référer au paragraphe L'émanation de l'univers de l'article sur Plotin pour plus de détails.